# As Saddah (huyện)
Huyện As Saddah là một huyện thuộc tỉnh Ibb, Yemen. Đến thời điểm năm 2003, huyện này có dân số 82502 người